# Rimapálfala
Rimapálfala (más néven Rimapálfalva, szlovákul Pavlovce) község Szlovákiában, a Besztercebányai kerület Rimaszombati járásában.

## Fekvése
Rimaszombattól 8 km-re délkeletre, a Rima folyó bal partján található.

## Története
A települést 1431-ben "Palfalwa" alakban említik először. A Jánosy család birtoka volt 17 portával. 1556-ban elpusztította a török és lakói egészen 1683-ig a töröknek adóztak. Ekkor a lengyel-litván hadak ismét elpusztították a falut és 1730-ig pusztaság volt. 1773-ban 17 jobbágy és 4 zsellércsalád élt itt. 1828-ban 41 házában 345 lakos élt, akik főként mezőgazdasággal foglalkoztak.
Vályi András szerint "PÁLFALVA. Paulovavész. Magyar falu Gömör Vármegyében, földes Urai külömbféle Uraságok, lakosai külömbfélék, fekszik Feledhez nem meszsze, mellynek filiája, Rima vizéhez közel, földgyének 1/6 része sovány, a’ többi közép termékenységű, hasznos piatza nem meszsze, legelője, és tüzre való fája elég van, szőllőmunkából is van keresettyek, gyümöltsös, és káposztás kertyeik jók, első osztálybéli."
Fényes Elek szerint "Pálfalva, magyar falu, Gömör vmegyében, Jánosi szomszédságában: 64 kath., 281 ref. lak. F. u. többen. Ut. p. Tornalja."
Gömör-Kishont vármegye monogrfiájában "Pálfala, rimavölgyi magyar kisközség, 85 házzal és 402 ev. ref. vallású lakossal. E község 1431-ben már a mai nevén szerepel. Földesura a Török család volt. A 18. században Pawlowawes tót neve is fölmerül. Ág. ev. temploma 1792-ben épült. Ide tartozik Belső- és Külső-Dobra puszta is. A község postája Jánosi, távírója és vasúti állomása Feled."
A trianoni békeszerződésig Gömör-Kishont vármegye Feledi járásához tartozott. 1938 és 1944 között ismét Magyarország része volt.

## Népessége
| Év:            | 1994. | 2004.    | 2014.    | 2024.   |
| -------------- | ----- | -------- | -------- | ------- |
| Emberek száma: | 315   | 347      | 395      | 422     |
| Eltérés:       |       | +10,15 % | +13,83 % | +6,83 % |

| Év:            | 2023. | 2024.   |
| -------------- | ----- | ------- |
| Emberek száma: | 427   | 422     |
| Eltérés:       |       | -1,17 % |

1910-ben 361-en, túlnyomórészt magyarok lakták.
1991-ben 289 lakosából 234 volt magyar, míg 2001-ben 352 lakosából már csak 191 magyar és 91 cigány.
2011-ben 379 lakosából 293 magyar, 48 szlovák és 26 cigány.
2021-ben 406 lakosából 338 magyar (83,2%), 47 szlovák, 11 cigány, 1 cseh, 9 ismeretlen nemzetiségű.

## Nevezetességei
Református temploma 1786-ban épült.

## Híres emberek
Itt született 1843-ban Pap Gyula költő, etnográfus.

## Külső hivatkozások
- E-obce.sk Archiválva 2008. szeptember 16-i dátummal a Wayback Machine-ben
- Obce info.sk[halott link]
- Rimapálfala Szlovákia térképén